# Уэймиккаиуитль

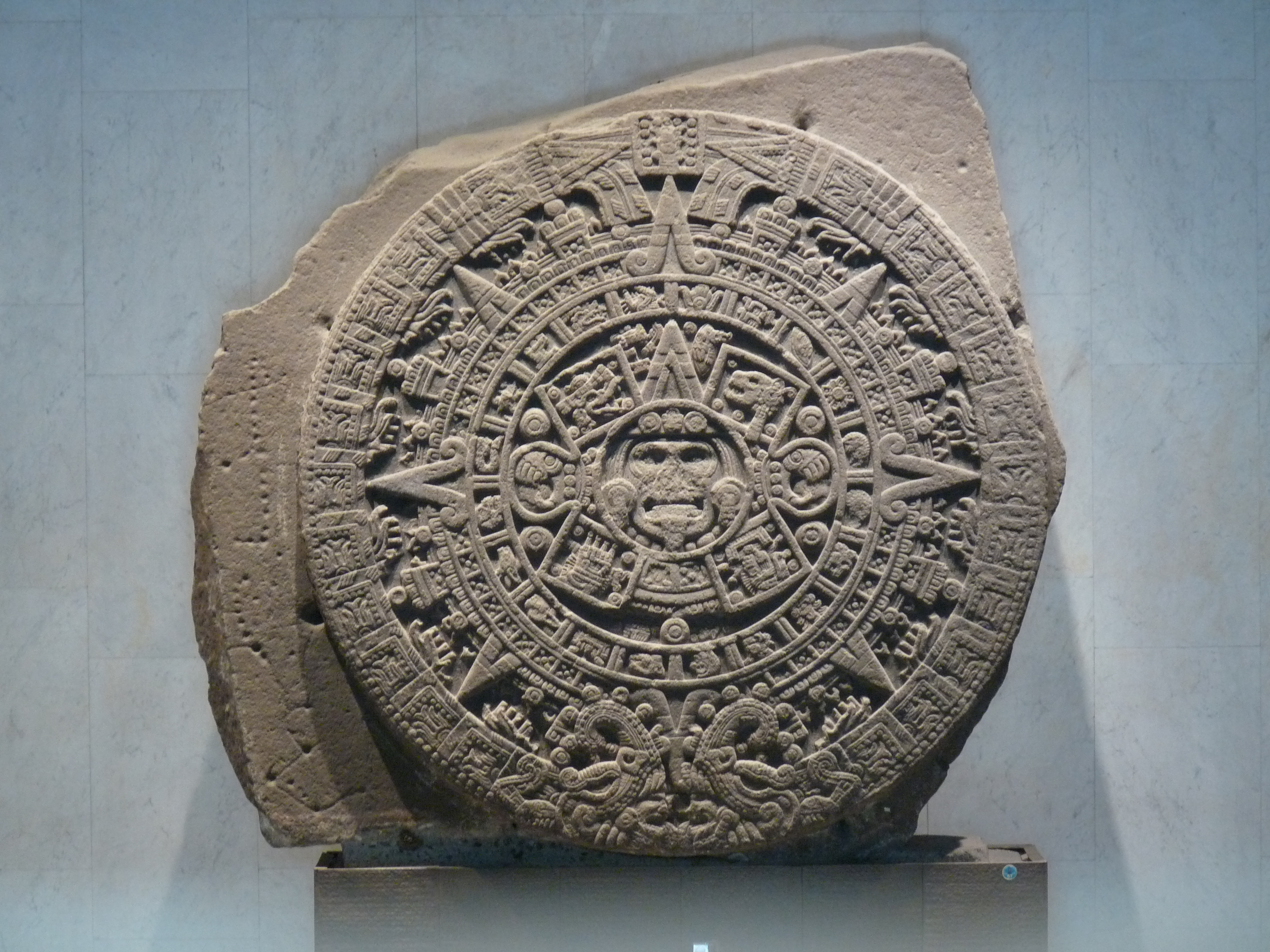
Монолит Камня Солнца, также называемый Календарём ацтеков (Национальный музей антропологии и истории, Мехико)

Уэймиккаиуитль (аст. Hueymiccaihuitl, в переводе: «Большой пир мёртвых»), также называемый Шокотлуэци (аст. Xocohuetzi, в переводе: «Падение плодов») — десятый двадцатидневный месяц («вейнтена») ацтекского календаря шиупоуалли, длившийся примерно с 12 по 31 августа. Также название праздника, посвящённого божествам Шиутекутли и Шокотлю, каждый год проводившегося в этом месяце.

## Календарь
Календарь ацтеков состоял из двух циклов: шиупоуалли (аст. xiuhpohualli, что значит «счёт лет», соответствует хаабу у майя) и ритуального 260-дневного тональпоуалли (аст. tonalpohualli, что значит «счёт дней» или «счёт судеб», соответствует цолькину у майя). Шиупоуалли и тональпоуалли совпадали каждые 52 года, образуя так называемый «век», называвшийся «Новым Огнём». Ацтеки верили, что в конце каждого такого 52-летнего цикла миру угрожает опасность быть уничтоженным, поэтому начало нового ознаменовывалось особыми торжествами. Сто «веков», в свою очередь, составляли 5200-летнюю эру, называвшуюся «Солнцем».
365-дневный шиупоуалли состоял из 18 двадцатидневных «месяцев» (или veintenas) плюс дополнительные 5 дней в конце года. В некоторых описаниях календаря ацтеков говорится, что он также включал високосный год, который позволял календарному циклу оставаться в соответствии с одними и теми же аграрными циклами из года в год. Однако в других описаниях говорится, что високосный год был неизвестен ацтекам, и что соотношение месяцев и астрономического года со временем менялось.

## Праздник
Культ Шиутекутли является одним их самых древних. На праздниках его статуя всегда приносилась последней, так как он стар и ходит очень медленно. Шиутекутли был богом огня как небесного, так и подземного — жестокого, всепожирающего; но, одновременно, и богом домашнего очага. Он — олицетворение света во тьме, тепла в холоде и жизни в смерти. В конце 52-летнего цикла ацтеки, боясь, что боги уничтожат их, устраивали празднества, где Шиутекутли и ушедшие предки почитались особо. Ежемесячный праздник Уэймиккаиуитль, посвящённый богу огня, также является праздником поминовения усопших, на нём основаны современные мексиканские празднования Дня мёртвых. Шиутекутли приносили человеческие жертвы во время огненных церемоний, предков почитали подношением цветов. Дома, улицы и дерево, которое специально срубали и приносили в город на праздник, тоже украшали цветами. На празднике проводились ритуальные состязания юношей на ловкость и силу: участникам нужно было взобраться на высокий столб, победители получали призы и различные почести.
Испанцы много раз пытались запретить праздник, который они считали одним из наиболее дикарских и кровавых (из-за сожжения живьём персонификаций Шиутекутли), но, несмотря на все попытки, им это не удалось. Со временем испанцы лишь смогли перенести дату празднования на начало ноября, чтобы он соответствовал христианским праздникам.